# Bocadillo de calamares
Il bocadillo de calamares è un panino spagnolo ripieno di calamari in pastella e talvolta insaporiti con succo di limone. Esistono delle versioni dell'alimento più sofisticate con salse aggiunte (salsa di pomodoro, aioli, salsa bravas).
Di origine incerta, il panino con i calamari è oggi tipicissimo a Madrid.